# Moller vom Baum

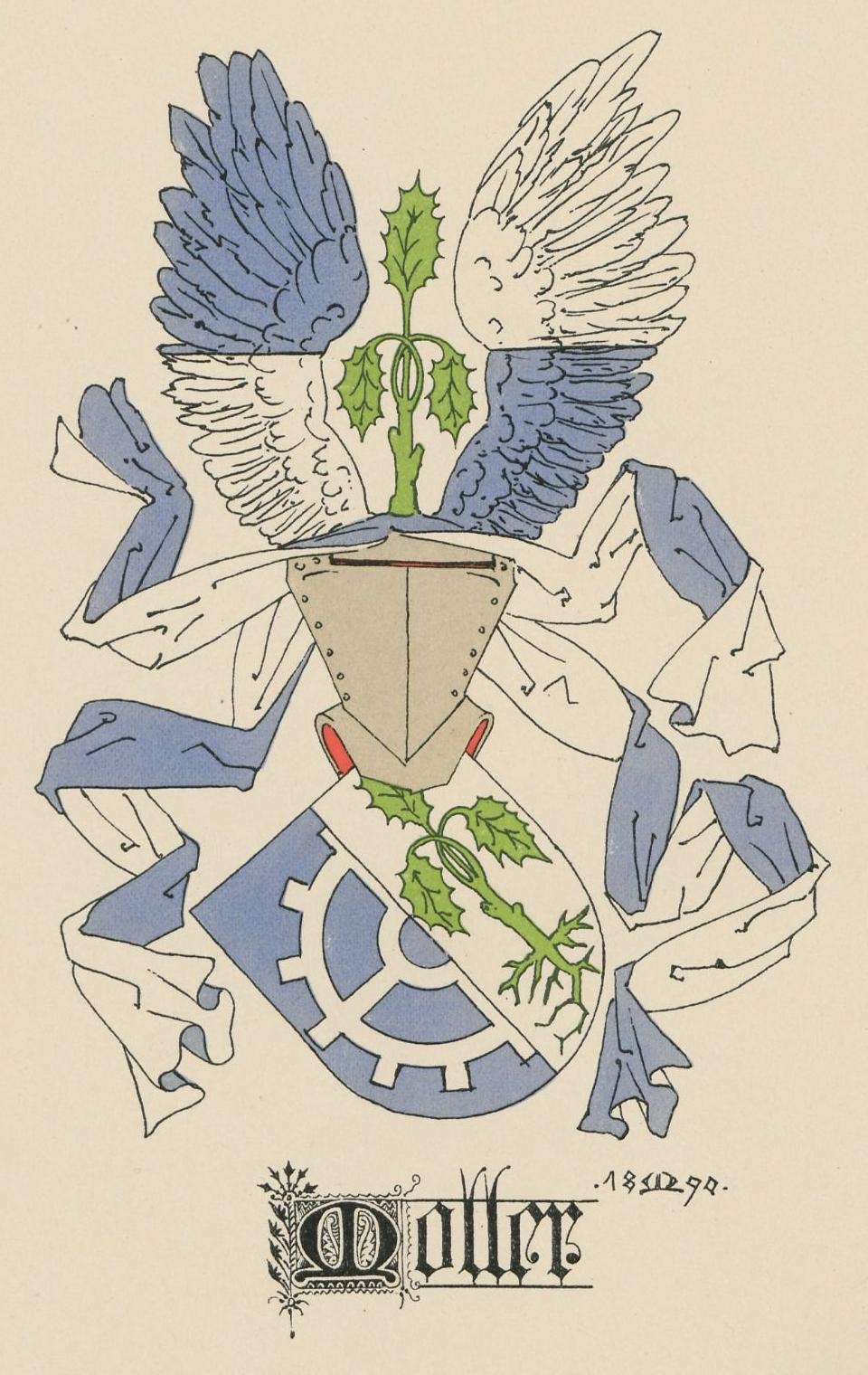
Wappen der Familie Moller vom Baum gezeichnet von Eduard Lorenz-Meyer

Moller vom Baum ist der Name eines Hanseatengeschlechts. Aus dem Geschlecht sind mehrere Bürgermeister, Ratsherren, Kaufleute und weitere Würdenträger hervorgegangen.

## Geschichte
Die Familie heißt eigentlich Moller (auch Möller oder Müller), nannte sich aber zur Unterscheidung von den anderen Familien gleichen Namens nach dem in ihrem Wappen vorkommenden Hülsenbaum: Moller vom Baum.

### Herkunft
Das Geschlecht Moller wird in Hamburg erstmals im Jahr 1427 mit Nikolaus Moller erwähnt. Als Stammvater der gesicherten Stammfolge gilt jedoch der Kirchgeschworene an Sankt Petri Lütke Moller, vermutlich ein Neffe von Nikolaus, der am 14. Januar 1441 das Stammhaus der Familie in Hamburg erworben hat.

### Ausbreitung und Linien
Söhne von Lütke Moller waren Ludolf, der als designierter Bischof von Lübeck auf der Reise von Italien nach Lübeck verstarb, der Hamburger Domherr Johann Moller, der ein Werk zur religiösen Veränderung in Hamburg verfasste, und Vincent, der im Jahr 1518 Hamburger Ratsherr und im Jahr 1542 Amtmann in Ritzebüttel wurde. Ein weiterer Sohn war der Doktor der Theologie und lector primarius am Hamburger Dom Barthold Moller, der als katholischer Theologe nach der Reformation Rektor der Universität Rostock wurde.
Der Ratsherr und Amtmann in Ritzebüttel Vincent († 1554) war zweimal verheiratet und hatte 15 Kinder aus diesen beiden Ehen. Von seinen Söhnen wurde Vincent († 1580) ebenfalls Ratsherr und Amtmann in Ritzebüttel, Diedrich war Kirchgeschworener an Sankt Nikolai und heiratete Gesche von Spreckelsen, Tochter des Bürgermeisters Peter von Spreckelsen († 1553), Johann († 1606) wurde Oberalter und Caspar (1549–1610), ebenfalls Ratsherr und Amtmann in Ritzebüttel, war mit Lucia von Spreckelsen († 1634), einer weiteren Tochter des Bürgermeisters Peter von Spreckelsen, verheiratet.
Ein Sohn des Kirchgeschworenen an Sankt Nicolai Diedrich war Vincent († 1618). Er wurde Ratsherr in Bremen.  Ein Sohn des Oberalten Johann († 1606) hieß ebenfalls Vincent (1568–1625) und war Ratssyndicus und Begründer des Ersten Hauptastes der Familie. Ein Sohn des Ratsherrn und Amtmanns in Ritzebüttel Caspar (1549–1610) nannte sich Vincentius († 1631) und war ebenfalls Ratssyndicus und Begründer des Zweiten Hauptastes.

#### Erster Hauptast
Der Ratssyndicus Vincent (1568–1625) war verheiratet mit Elisabeth Beckmann (1586–1657), Tochter des Bürgermeisters Barthold Beckmann (1549–1622). Von seinen Söhnen wurde Barthold (1605–1667) im Jahr 1643 Bürgermeister, Johann († 1672) im Jahr 1654 Ratssyndicus und Vincent (1615–1668) königlich schwedischer Geheimer Rat, sowie Resident bei den Hansestädten und dem Niedersächsischen Kreis in Hamburg.
Ein Sohn von dem Ratssyndicus Johann († 1672) war der Bürgermeister Hieronymus Hartwig (1641–1702), dessen Sohn Hartwig Johann (1677–1732) Oberaltensekretär und Ratsherr wurde und Vater von dem Richter Hieronymus Hartwig (1711–1780) war.

#### Zweiter Hauptast
Der Ratssyndicus Vincentius († 1631) war mit Gertrude von Eitzen, Tochter des Bürgermeisters Diedrich von Eitzen († 1598), verheiratet. Sein Sohn Diedrich (1622–1687) war Bürgermeister und setzte den Stamm fort. Er war verheiratet mit Anna Jarre (1633–1719), Tochter des Bürgermeisters Nicolaus Jarre (1603–1678). Deren Sohn Vincent (1656–1737) wurde Oberalter und Vater des Ratsherrn Ulrich (1690–1761). Ulrichs ältester Sohn Vincent (1724–1754) wurde Kaufmann (dessen Tochter war Elisabeth Moller), ein weiterer Sohn Ulrich (1733–1807), der ebenfalls Kaufmann war, war Mitbegründer der Patriotischen Gesellschaft von 1765. Von seinen drei Söhnen wurde Philipp (1763–1835) Kaufmann, Johannes (1770–1839) Jurat an Sankt Michaelis und Adolf (1773–1831) ebenfalls Kaufmann.
Ein Sohn des Kaufmanns Philipp (1763–1835) war der Kaufmann Gustav (1806–1889). Drei seiner Söhne setzen den Stamm fort: Ulrich Philipp (1836–1926) studierte Jurisprudenz in Heidelberg und wirkte als Richter und Politiker, Gustav Vincent (1840–1869) hinterließ nur eine Tochter Emmy, die mit dem Pastor Carl Homann verheiratet war, und Ascan (1844–1895) wurde Kaufmann. Ascans Söhne Gustav (1873–1909) und Hans Vincent (* 1888) führten das Adelsprädikat von in ihrem Namen. Gustav wurde Rechtsanwalt und Hans Vincent Direktor des Bankhauses Dippe-Bestehorn, von Moller & Co. in Quedlinburg und später Mitglied der Geschäftsleitung des Bankhauses Bankhaus Gebrüder Bethmann in Frankfurt am Main.

#### Dritter Hauptast
Jacob Caspar Müller (vom Baum), * Holstein oder Hamburg? Kaufmann, Amtmann und Pächter in Mecklenburg, gestorben in Groß Rentzow 1718, ⚭ Anna Harder, gestorben im Jahre 1731, möglicherweise eine Pastorentochter aus Pokrent. Er gründete 1698 die Glashütte in Kloddram bei Vellahn in Westmecklenburg, in der 1703 bereits 13 Gesellen und 2 Auszubildende beschäftigt sind. In Kloddram hat er für die Kinder seiner Glashüttenfamilien sogar eine eigene Schule mit einem eigens dafür angestellten Lehrer. Ein weiterer Privatlehrer unterrichtete die Kinder des Kaufmanns. Spätere Hütten sind in Dümmerhütte, Parum, Bahlenhüschen, Kritzow etc ... . Im Jahre 1708 pachtete er das Amt Gammelin und kaufte 1714 das Rittergut Groß Renzow bei Wittenburg von Oberstleutnant Franz von Löw für 13 818 Tlr. und 24 Schillinge. Die große barocke Gutsanlage besaß bereits im Jahre 1770 einen z. T. noch heute erhaltenen Gutspark nach französischem Vorbild sowie eine damals noch seltene Orangerie.
Kinder: Jacob Caspar II von Müller, geboren in Kloddram im Jahre 1703, wirklicher Rath, Amtmann und Drost in Varchentin, gestorben in Stavenhagen 1753, heiratete Eleonore Charlotte Anna von Brandt 1729 in Wittenburg (geboren 1712 in Wittenburg und gestorben 1747 in Stavenhagen, Tochter von Joachim Heinrich von Brandt und von Margarete Mutterer).

### Standeserhebungen
Am 3. Oktober 1613 erhielten die Nachkommen des Stammvaters Lütke Moller in Regensburg den Reichsadel.
Am 8. März 1654 erhielt der königlich schwedische Geheimer Rat und Resident am Niedersächsischen Kreis in Hamburg, Vincent Moller (1615–1668), die schwedische Adelsnaturalisation.
Am 28. Dezember 1750 wurden Jacob Caspar II (1703–1753) und seine Geschwister vom Kaiser Franz I in den Reichsadelsstand erhoben.
Am 15. August 1907 erhielt der Jurist Gustav von Moller (1873–1909) eine Adelsbescheinigung des königlichen Heroldsamtes in Berlin und am 11. Januar 1908 die Genehmigung durch Allerhöchste Kabinettsordre in Weimar, für sich und seine ehelichen Nachkommen, zur Führung des Adelsprädikates von.
Am 1. September 1909 wurde die Führung des Adelsprädikates von durch Allerhöchste Kabinettsordre in Berlin auch seinem Bruder Hans Vincent von Moller (* 1888) bewilligt.

## Wappen
Das Wappen ist gespalten und zeigt vorne in Blau ein halbes silbernes Mühlrad und hinten in Silber drei verschränkte, aus gemeinsamer dreiteiliger Wurzel wachsende, Hülsenstauden. Auf dem Helm mit blau-silberner Decke, zwischen, vorn Blau über Silber, hinten Silber über Blau, geteilten Flügeln, wird nochmals der Hülsenbaum dargestellt.

## Namensträger
- Barthold Moller († 1530), deutscher römisch-katholischer Theologe, Hochschullehrer und Rektor der Universität Rostock
- Johann Moller († 1606), Hamburger Oberalter
- Caspar Moller (1549–1610), Hamburger Ratsherr und Amtmann in Ritzebüttel
- Barthold Moller (1605–1667), 1643–1667 Hamburger Bürgermeister
- Johann Moller († 1672), deutscher Jurist und Hamburger Ratssyndicus
- Diedrich Moller (1622–1687), 1680–1687 Hamburger Bürgermeister
- Hieronymus Hartwig Moller (1641–1702), 1697–1702 Hamburger Bürgermeister
- Hartwig Johann Moller (1677–1732), deutscher Jurist, Oberaltensekretär und Ratsherr der Freien und Hansestadt Hamburg
- Ulrich Moller (Ratsherr) (1690–1761), deutscher Kaufmann und Ratsherr der Freien und Hansestadt Hamburg
- Hieronymus Hartwig Moller (1711–1780), deutscher Jurist und Richter
- Ulrich Moller (Kaufmann) (1733–1807), deutscher Kaufmann und Mitbegründer der Patriotischen Gesellschaft von 1765
- Ulrich Philipp Moller (1836–1926), deutscher Jurist und Politiker